# Щабель (фільм)
«Щабель» (груз. «საფეხური», рос. «Ступень») — грузинський радянський художній фільм 1986 року режисера Олександра Рехвіашвілі.

## Зміст
Алексі йде від батька і молодої мачухи. Та у його житті мало що змінюється — ті ж друзі і ті ж безтурботно прожиті дні. Дізнавшись про смерть улюбленого вчителя, герой відмовляється від роботи в науково-дослідному інституті і від'їжджає в гірське село викладати у школі природознавство, виховувати дітей.